# Врештедт
Врештедт (нем. Wrestedt) — община в Германии, в земле Нижняя Саксония.
Входит в состав района Ильцен. Подчиняется управлению Врештедт. Население составляет 6616 человек (на 31 декабря 2010 года). Занимает площадь 34,5 км².
Коммуна подразделяется на 6 сельских округов.